# San Tropez (Lied)
San Tropez ist ein Musikstück auf dem 1971 veröffentlichten Musikalbum Meddle der britischen Rockband Pink Floyd. Es ist der vierte Titel des Albums und steht nach Fearless und vor Seamus.

## Text und Musik
San Tropez ist ein ruhiges, für Pink Floyd ausgesprochen untypisch jazziges Stück, was sich durch den beschwingten Gesang und ausgedehnte Pianopartien auszeichnet. Der Text sowie die Musik stammen von dem Bassisten Roger Waters, damit ist der Titel der einzige auf Meddle, der allein von ihm verfasst wurde. San Tropez handelt von einem erlebten Tag in dem französischen Hafenort Saint Tropez.

## Besetzung
- Roger Waters – E-Bass, akustische Gitarre, Gesang
- David Gilmour – Slide-Gitarre
- Richard Wright – Piano
- Nick Mason – Schlagzeug